# Pont Mpozo
Le pont Mpozo est un pont routier, faisant partie de la route nationale 1 traversant la rivière Mpozo, à quelques kilomètres à l’est de Matadi dans le Bas-Congo au Congo-Kinshasa.
Le pont fait 200 m de long sur 4 appuis (2 piles et 2 culées), et 17 m de large pour quatre voies de circulation, et peut supporter jusqu’à 120 tonnes,. Son coût est de 30 millions de dollars USD, et il remplace l’ancien pont à deux voies qui supportait un maximum de 60 tonnes.